# Корінь

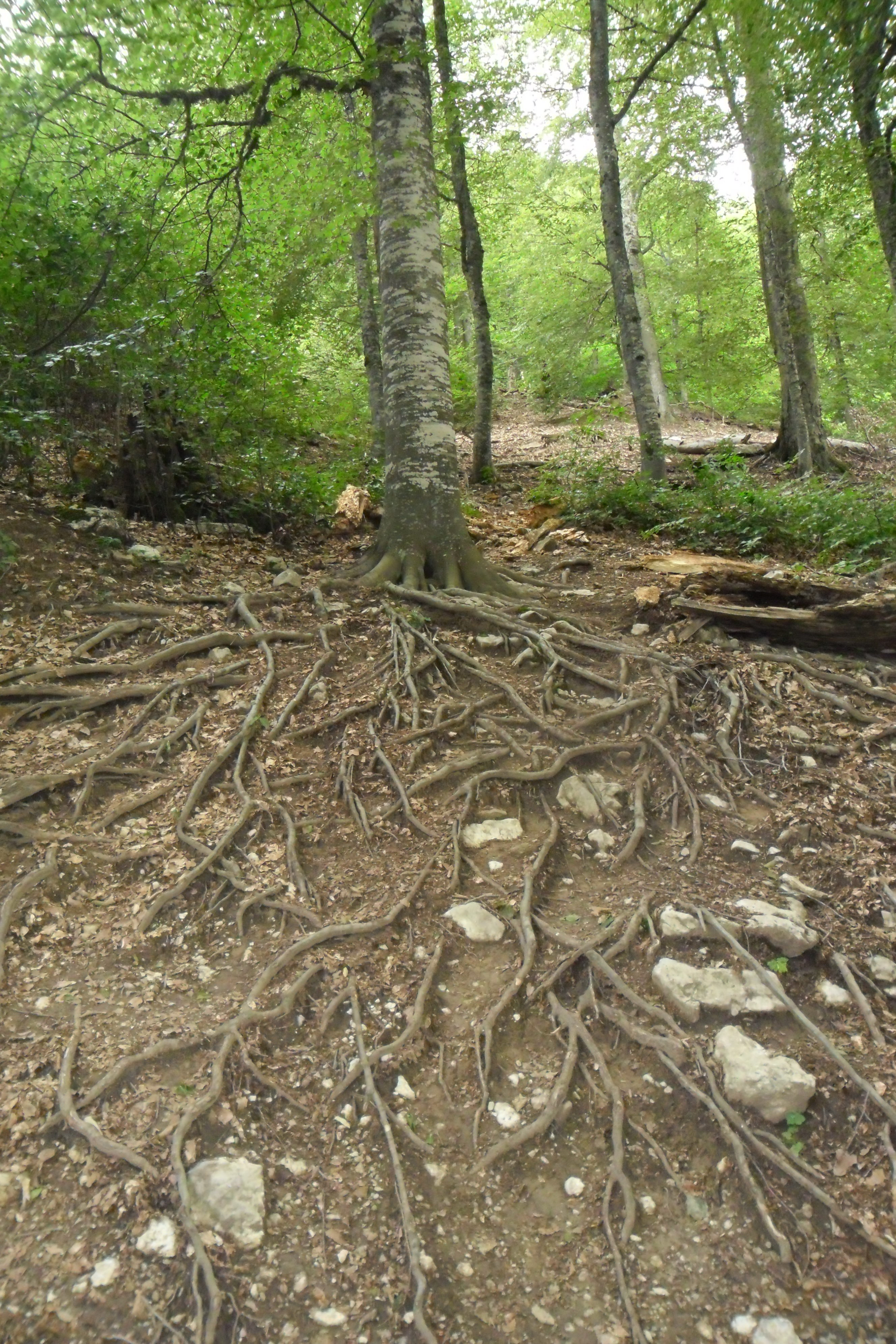
Розмита коренева система дерева. Схили Хапхала.

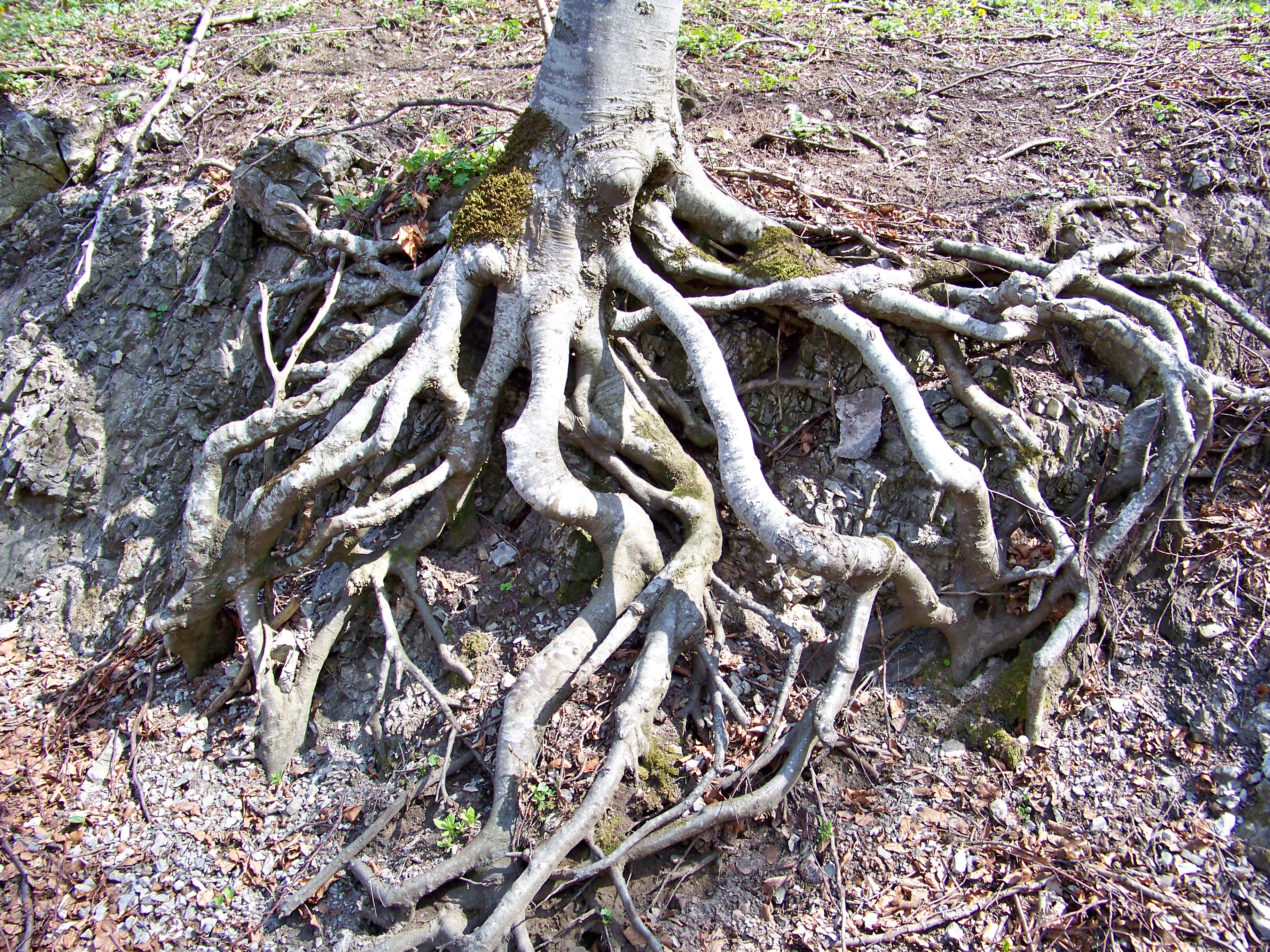
Оголене коріння дерева

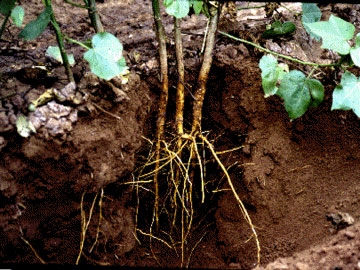
Первинні та вторинні корені бавовнику

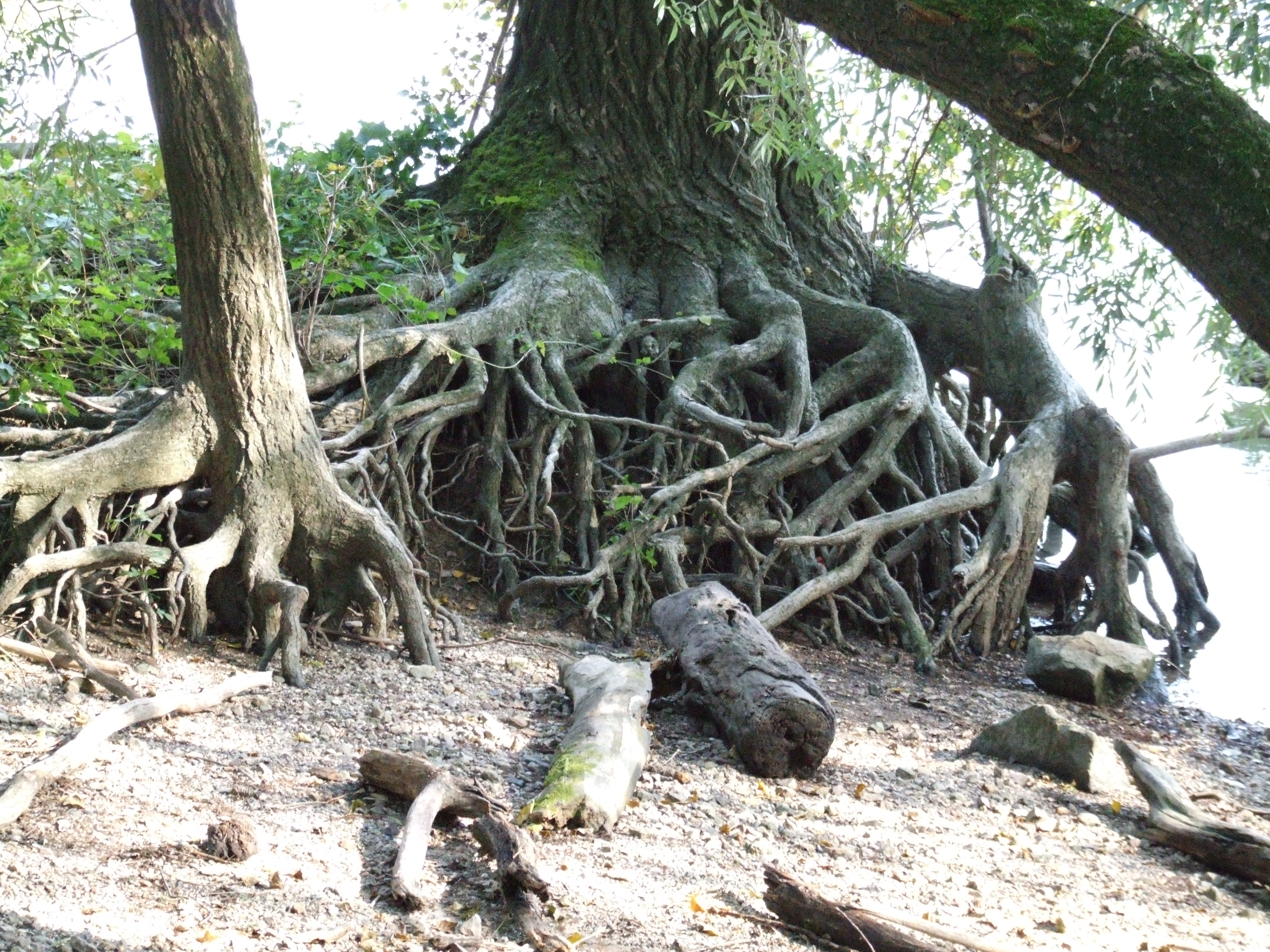

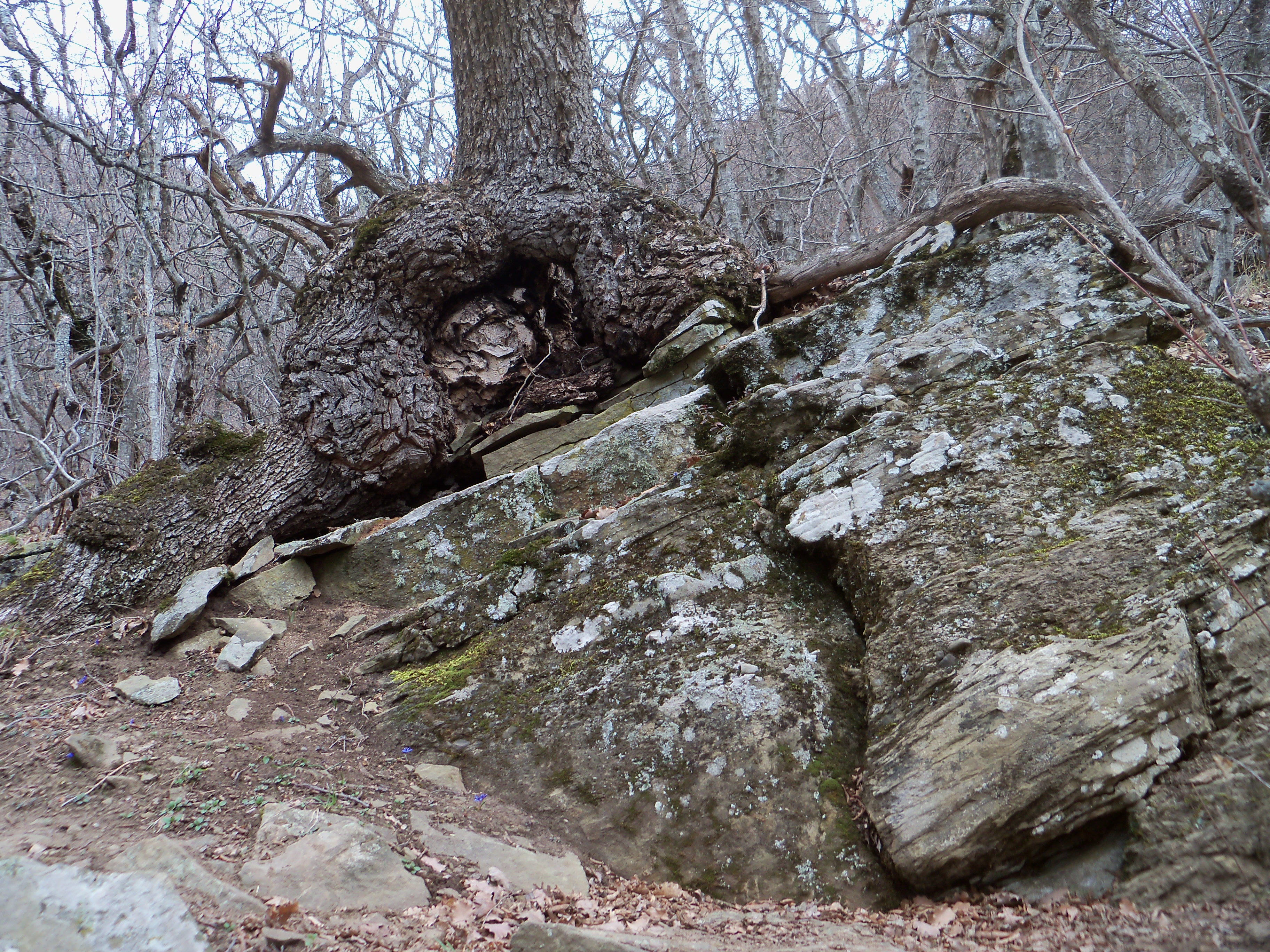
Корінь на камені-скелі.

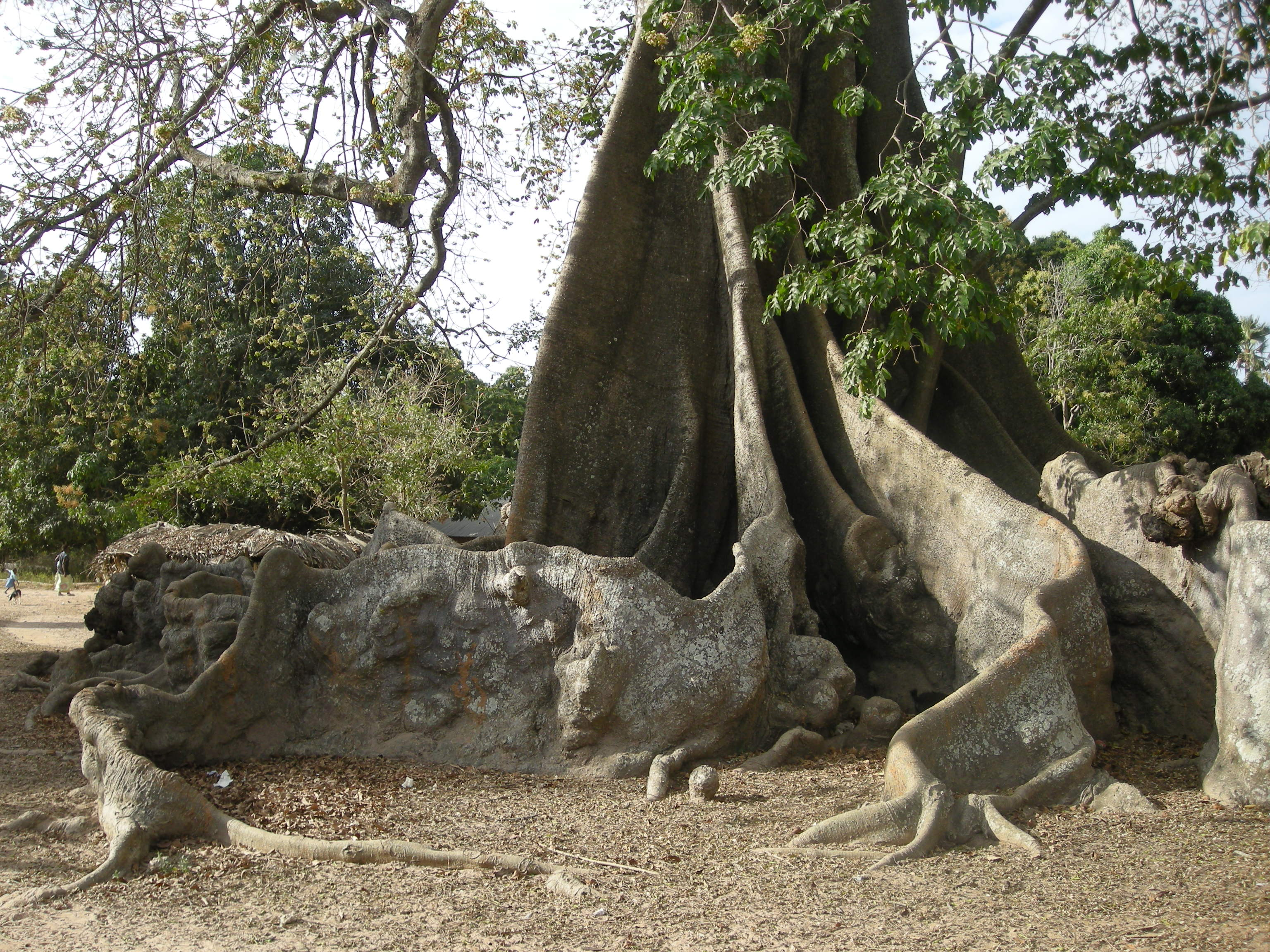
Дошкоподібні корені дерев тропічних дощових лісів.

Ко́рінь — підземний вегетативний орган рослини з необмеженим ростом, який забезпечує закріплення рослин у субстраті, поглинання і постачання води та розчинених у ній мінеральних речовин і продуктів життєдіяльності ґрунтових мікроорганізмів і коренів інших рослин, первинний синтез органічних речовин, виділення в ґрунт продуктів обміну речовин і вегетативне розмноження. Корінню притаманна радіальна симетрія та здатність до галуження.
Поява кореня внаслідок еволюції рослин — важливий ароморфоз, одне з пристосувань до життя на суходолі. Вперше справжні корені з'являються у папоротеподібних. Потім у квіткових рослин завдяки ідіоадаптаціям утворюються різні типи коренів, здатних виконувати додаткові завдання. Так, у деяких рослин у коренях відбувається запасання поживних речовин, що зумовлює їх потовщення, утворення коренеплодів (морква, редиска, буряки) або кореневих бульб (жоржина, пшінка). Корені епіфітних рослин (використовують інші рослини як субстрат, але не паразитують на них: деякі орхідеї) можуть запасати воду.

## Основні функції
- Закріплення рослини в субстраті;

- Поглинання і постачання води і розчинених в ній поживних речовин;

- Запасання поживних речовин;

- Взаємодія з коренями інших рослин (симбіоз), грибами, мікроорганізмами;

- Вегетативне розмноження;

- Виділення в ґрунт чи повітря вуглекислого газу, органічних кислот, слизу та інших речовин, які позитивно або негативно (алелопатія) впливають на інші рослини;

- Первинний синтез органічних речовин (амінокислот, алкалоїдів, гормонів, тощо).

## Типи коренів
Зародок кореня закладається одночасно з брунькою в зародку насінини і називається зародковим коренем. Під час проростання насінини цей корінь перетворюється на головний, або первинний, корінь, здатний до галуження. Одночасно з ростом на ньому з'являються бічні корені першого порядку, які своєю чергою, дають корені другого порядку, на них виникають корені третього порядку і так далі. Крім головного і бічних коренів у рослин утворюються й додаткові корені, які з'являються на стеблах, листках, але не на корені.
Щодо субстрату, в якому корінь зростає та добуває воду і поживні речовини, розрізняють чотири типи:
- підземні — повністю або частково знаходяться у ґрунті (характерні для понад 70 % вищих рослин);
- водяні або плаваючі — завжди плавають у товщі води і ніколи не досягають дна водойми (ряска);
- повітряні — розташовані у повітрі, не досягаючи ґрунту, характерні для рослин-епіфітів (тропічні орхідеї);
- гаусторії або корені-присоски — з їх допомогою паразити та напівпаразити всмоктують поживні речовини з рослини-хазяїна (повитиця, омела).

## Видозміни коренів

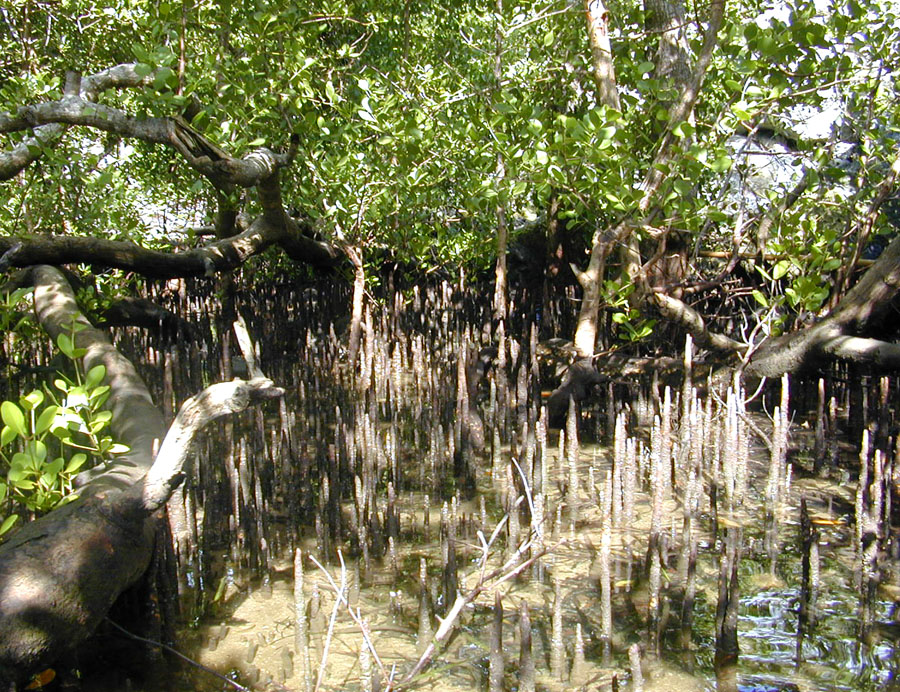
Дихальні корені мангрових

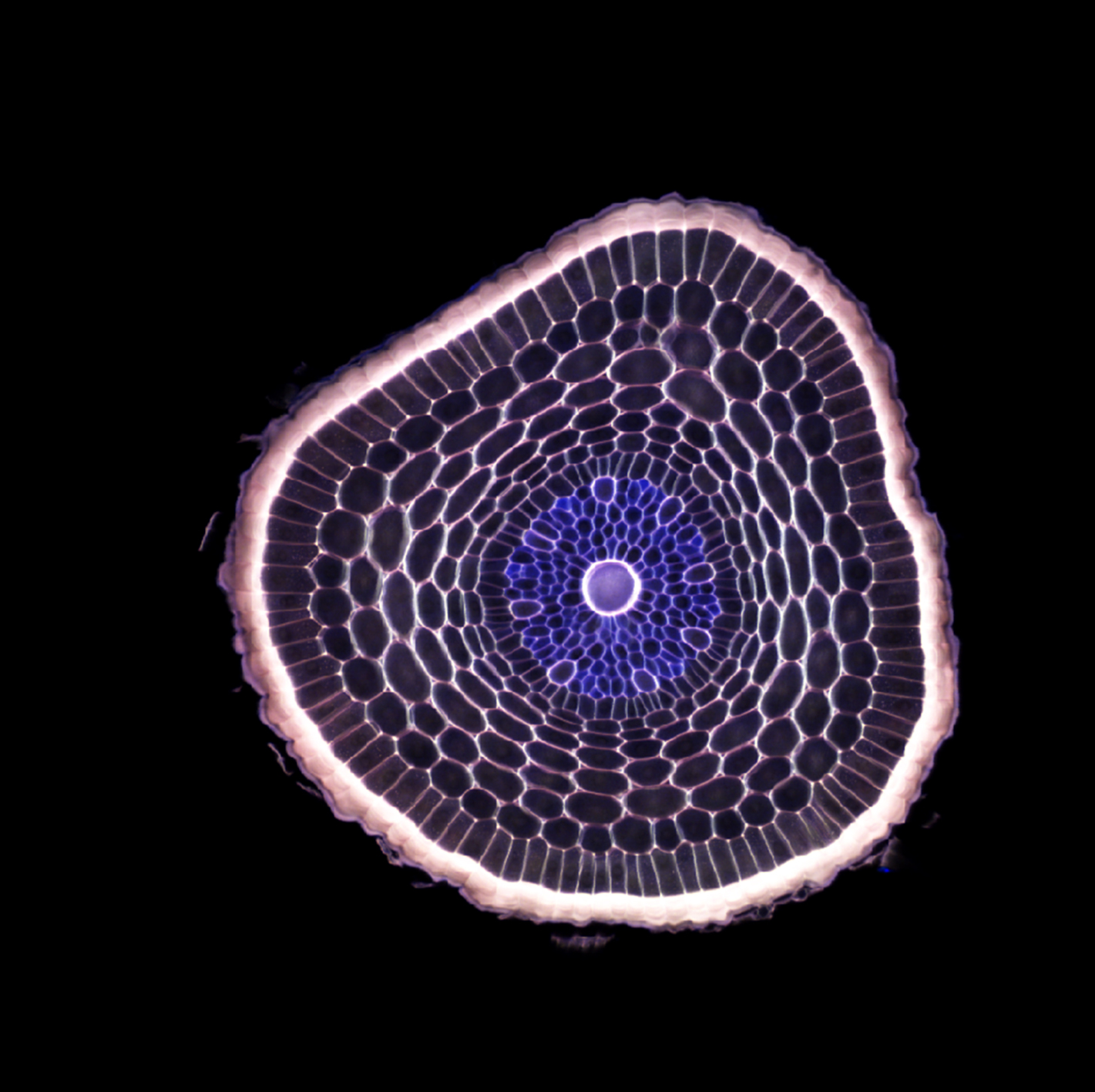
Корінь ячменю звичайного у розрізі.

У тропічних дерев, що ростуть на ґрунтах, бідних на кисень, або на болотах, утворюються дихальні корені — пневматофори, що ростуть угору; вони підіймаються над поверхнею субстрату і забезпечують дихання (мангрові дерева, болотяний кипарис дворядний).
Ходульні корені утворюються на надземних пагонах, закріплюються в ґрунті і міцно утримують рослину (фікус-баньян, кукурудза).
Деякі рослини-паразити (повитиця) або напівпаразити (омела) утворюють корені-присоски (гаусторії). У витких і в'юнких рослин формуються чіпкі повітряні корені (плющ).
Дошкоподібні корені, розвиваються біля основи стовбура у вигляді вертикальних плоских, подібних до дощок виростів; притаманні для великих дерев тропічних дощових лісів.
У запасальних коренях (коренеплоди та бульбокорені) відкладаються поживні речовини, в результаті чого вони потовщуються та стають м'ясистими.

## Симбіотичні відносини
У багатьох (близько 90 %) квіткових рослин корені вступають у симбіоз з грибами, утворюючи мікоризу, або з бактеріями, утворюючи бактеріоризу. Мікроорганізми-симбіонти входять до складу ризосфери — ґрунтового шару завтовшки 2–3 мм, що прилягає до коренів рослин. Скупчення великої кількості грибів і бактерій у ризосфері пов'язане з виділенням коренями речовин, якими живляться ці мікроорганізми.

## Коренева система
Сукупність всіх коренів (головного, бічних різних порядків та додаткових) утворює кореневу систему. За формою розрізняють два типи кореневих систем: стрижневу і мичкувату.
Стрижнева має добре виражений головний корінь, який займає в ґрунті вертикальне положення; від нього відходять бічні корені, що розміщуються в ґрунті радіально. Вона трапляється у більшої частини дводольних рослин.
У мичкуватої системи немає добре вираженого головного кореня, всі корені майже однакові за розмірами, за походженням це додаткові корені, які пучком ростуть від основи стебла. Мичкувата коренева система формується під час кущіння. При цьому на підземній частині стебла утворюється вузол кущіння, з якого розвиваються додаткові корені, що й веде до утворення мичкуватої кореневої системи. Така система характерна для більшості однодольних рослин.
Відмінності між цими двома основними кореневими системами виявляються вже під час проростання насіння. У дводольних рослин із зародка насінини проростає один корінець, який потім стає головним коренем. У однодольних рослин найчастіше проростає кілька корінців. Потім їхній ріст припиняється і на підземній частині стебла формується мичка додаткових коренів.
Є рослини (багато серед трав'янистих дводольних), які мають змішану кореневу систему (у них одночасно функціонують головний, бічні і додаткові корені).
За характером розподілу основної маси коренів у ґрунті розрізняють такі кореневі системи:
- поверхнева — корені розміщуються близько до поверхні землі (тюльпан, ялина);
- глибинна — корені розвиваються вглиб (верблюжа колючка, саксаул);
- універсальна — корені рівномірно розвиваються вглиб і вшир (картопля, пшениця).

## Ріст кореня
Корінь росте своєю верхівкою, заглиблюючись у нижні шари ґрунту. У разі пошкодження кінчика головного кореня починається посилений ріст його бічних відгалужень. Цю властивість кореня використовують при вирощуванні розсади культурних рослин із стрижневим коренем. У молодих рослин відщипують кінчик головного кореня, що припиняє його ріст у довжину і спричинює ріст бічних і додаткових коренів у верхньому, найродючішому шарі ґрунту. Після відщипування частини головного кореня розсаду висаджують на постійне місце зростання за допомогою загостреного кілочка — пінетки, звідси цей процес дістав назву пікірування.
Морфологія коренів, глибина і ширина їх проникнення в ґрунт залежать від виду рослин, умов їх існування, методів штучного впливу на ріст рослин. За об'ємом кореневі системи рослин завжди більші, ніж їхні надземні частини.
Ріст і розвиток коренів залежить від вологості, родючості і температури ґрунту, а також вмісту в ньому кисню. Встановлено, що на перезволожених і ущільнених ґрунтах корені ростуть дуже повільно. Затримка в рості кореня відбувається й при низькій вологості. Рясний врожай теж затримує ріст коренів, а видалення суцвіть навпаки стимулює його.

## Зони кореня
Корінь ділиться на кілька ділянок, таких як: кореневий чохлик, зона поділу клітин; зона росту; зона всмоктування (поглинання); провідна зона.
| Зона кореня                                    | Особливості будови | Функції |  |
| ---------------------------------------------- | --- | --- |  |
| Кореневий чохлик                               | Паренхімні клітини з потовщеними клітинними стінками; клітини мають підвищений тургор | Захист зони ділення від механічних пошкоджень; полегшення просування кореня в ґрунті |  |
| Зона поділу, або зона ембріонального росту     | Дрібні клітини з тонкими клітинними стінками і великими ядрами | Інтенсивний поділ клітин |  |
| Зона розтягування                              | Клітини внаслідок розтягування набувають циліндричної форми, їх ядро зміщене вбік, а дрібні вакуолі, об'єднуючись, утворюють кілька великих вакуоль                                               | Ріст кореня та його поступове заглиблення в ґрунт |  |
| Зона всмоктування, або зона кореневих волосків | Кореневі волоски — одноклітинні вирости зовнішніх клітин кореня (довжиною від 1-2 до 60 мм) | Всмоктування води і розчинених у ній мінеральних солей з ґрунту |  |
| Зона проведення, або зона бічних коренів       | Судини (входять до складу ксилеми) — мертві клітини із зруйнованими поперечними перетинками; ситоподібні трубки (входять до складу флоеми) — живі клітини, у яких поперечні перетинки перфоровані | Переміщення води і розчинених у ній мінеральних солей до частин пагона — стебла і листків (висхідний потік); переміщення органічних речовин, необхідних для живлення клітин кореня (низхідний потік); ендогенна закладка бічних коренів |  |

Кореневий чохлик — багатоклітинний утвір, що прикриває конус наростання кореня. Утворюється з клітин каліптрогену (особлива твірна тканина конуса наростання) або з апікальної меристеми кореня. Складається з комплексу живих паренхімних клітин з потовщеними клітинними стінками, що легко ослизнюються, та з великої кількості чутливих до гравітації клітин — статоцитів. Клітини мають підвищений тургор. Кореневий чохлик захищає зону поділу кореня рослин від механічних пошкоджень, а також сприяє просуванню кореня в ґрунті завдяки ослизненню оболонок зовнішніх клітин. Кореневий чохлик відсутній у деяких паразитичних рослин, а в багатьох водяних рослин (наприклад, у ряски, жабурнику) його замінює коренева кишенька, яка, мабуть, захищає корінь від вимивання солей та від пошкоджень дрібними тваринами.
Зона поділу — в цьому відділі клітини ростуть і розтягуються особливо швидко, що забезпечує швидкий ріст у довжину. Зона поділу складається з група ніжних клітин твірної тканини, які постійно діляться і дають початок усім іншим клітинам кореня. Клітини дрібні з тонкими клітинними стінками і великими ядрами. Довжина зони поділу становить 1-3 мм;
Зона розтягування розташована над зоною поділу, тут клітини ростуть, набувають циліндричної форми. Їх ядро зміщене вбік, а дрібні вакуолі, об'єднуючись, утворюють кілька великих вакуоль і разом з кореневим чохликом просувають корінь углиб ґрунту. Зона поділу та розтягування разом утворюють зону росту кореня.
Зона диференціації — у цій зоні клітини починають змінюватися і набувають вигляду та властивостей, що притаманні тканинам, до яких вони увійдуть.
Зона всмоктування (всисна, зона кореневих волосків) — від цієї зони відходять маленькі кореневі волоски (вирости клітин), що зумовлює більшу площу поглинання води і розчинених в ній мінеральних речовин. Кореневі волоски — це вирости клітин шкірки, які набагато перевищують розмір самої клітини (до 1 см). Кореневі волоски всмоктують розчин мінеральних речовин, живуть недовго (до 20діб). Постійно утворюються нові кореневі волоски. З ростом кореня всисна зона переміщується все глибше в ґрунт. Довжина цієї зони становить близько 1,5-2 см.
Зона бічних коренів (провідна зона) — у цій зоні немає кореневих волосків, але утворюються бічні корені. У цій зоні корінь не здатний поглинати ґрунтовий розчин, бо кореневі волоски на ній відсутні, але вона проводить різні речовини далі до надземних органів. У ній відбувається потовщення кореня та галуження (утворення бічних коренів). Також у провідній зоні з'являються транспортна та механічна тканини.
Місце переходу кореня в стебло називається кореневою шийкою. Вона виділяється потовщенням та темнішим забарвленням кори.